# Асель Єрмеківна Сагатова
Асель Єрмеківна Сагатова (каз. Әсел Сағатова; нар. 5 травня 1985, Семипалатинськ, СРСР) — казахська акторка і модель.

## Біографія
Асель Сагатова народилася в місті Семипалатинськ. Походить з племені Аргин.
З віку дев'яти років живе у місті Алмати. В Алмати закінчила російську школу з хореографічним нахилом. За власним зізнанням, під час навчання у школі улюбленим предметом була математика. Хотіла стати телеведучою, і мати повела її на курси дикторів новин. Але за віком вона не підходила, і їй порадили перейти до групи фотомоделей. У результаті дівчину взяли працювати у модельне агентство. Працювала моделлю з 14 років. У 9-му класі почала працювати моделлю: знімалась в рекламних роликах, працювала в Гонконзі і Таїланді. Брала участь у конкурсах «Міс фотомодель».
Вступила на безкоштовне місце у Казахський національний університет імені Аль-Фарабі. Факультет міжнародних відносин закінчила з червоним дипломом. Під час навчання в магістратурі стала працювати ведучою музичної програми на казахському телеканалі, трохи пізніше у прямому ефірі вела програму «Золота підкова», паралельно займалася організацією концертів в продюсерському центрі. Свою першу роль зіграла у кліпі гурту «Уркер» «Я знаю, ти є…». Вона також знялася в кліпі на пісню «Жұлдызым» гурту «Нұрлан мен Мұрат» з іншою нині відомою актрисою Бібігуль Суюншаліною, який продюсував Бахит Кілибаєв. З відзнакою закінчила магістратуру зі спеціальності міжнародних відносин.
У кіно дебютувала роллю у фільмі «Плач матері про манкурта» (2004). Знялася в декількох казахських і російсько-казахстанських фільмах. Зіграла головні ролі у фільмах «Іронія кохання» (2010) і «Рекетир» (2007).
Вела недільний прайм-тайм програми «Народна лотерея». Також працювала менеджером АТ «РТРК "Qazaqstan"».

## Особисте життя
У 2010 році Асель Сагатова вийшла заміж за Радію Мухамеджанова. 29 травня 2014 року стало відомо, що вона народила в ОАЕ свою першу дитину, сина Алдіяра. 31 липня 2017 року через офіційний аккаунт в інстаграмі актриса повідомила, що у березні народила доньку Айріс.

## Нагороди
- Переможниця конкурсу «Міс 31 канал» 2000 року
- Лауреат у номінації «Відкриття року» фестивалю «Астана—2010» Тимура Бекмамбетова[17]
- Лауреат Премії Фонду Першого Президента Республіки Казахстан (Премія Лауреат у номінації «Кінематографія») (2011)
- Премія «Актриса року» (2013)
- Премія «Актриса року» (2014)

## Фільмографія

«Іронія кохання». Асель та Іван

- «Плач матері про манкурта» (2004; Киргизстан);
- «Меч Махамбета (Червона полинь)» (2006; Казахстан);
- «Рекетир» (2007; Казахстан) — Асель;
- «Стрибок Афаліни» (2009; Казахстан, Росія) — Шолпан;
- «Іронія кохання» (2010, Казахстан, Росія) — Асель, озвучила Марина Орлова[18]
- «Хід конем» (2013; Вірменія та Казахстан)